# Europäisches Forschungsnetzwerk für Raumentwicklung und territorialen Zusammenhalt
Das Europäische Forschungsnetzwerk für Raumentwicklung und territorialen Zusammenhalt (European Observation Network for Territorial Development and Cohesion früher European Spatial Planning Observation Network), kurz ESPON, ist ein 2002 durch die Europäische Kommission ins Leben gerufenes Forschungsnetzwerk zur Beobachtung der europäischen Raumentwicklung und ist ein Programm im Rahmen des Ziels 3 zur europäischen räumlichen Zusammenarbeit unter dem Dach des Europäischen Fonds für regionale Entwicklung.
32 Staaten nehmen an ESPON teil: die 28 EU-Mitgliedstaaten sowie 4 weitere, Island, Liechtenstein, Schweiz und Norwegen. Es handelt sich um eine transnationale Kooperation für eine umfassende Raumbeobachtung. Zudem sollen mit diesem Netzwerk die Zusammenarbeit zwischen Europäischer Kommission, den einzelnen Mitgliedstaaten, den Forschungsinstituten und den zuständigen Verwaltungen gefördert und Synergieeffekte im Rahmen der Raumentwicklung und Raumordnung genutzt werden.
Dazu stellt ESPON vergleichende Informationen, Daten, Analysen und Szenarien über räumliche Entwicklungsdynamiken zur Verfügung und zeigt auf, wie räumliche Potentiale für die Entwicklung von Regionen und größeren Kooperationsräumen zur Steigerung der Wettbewerbsfähigkeit Europas, zur Verbesserung räumlicher Zusammenarbeit und für eine nachhaltige und ausgeglichene räumliche Entwicklung genutzt werden können.